# Hiroko Fujii
Hiroko Fujii (japanisch 藤井裕子, Fujii Hiroko; * 18. Oktober 1982 in der Präfektur Nara) ist eine japanische Tischtennisspielerin. Sie gewann mit der Mannschaft zweimal eine Bronzemedaille bei der Weltmeisterschaft.

## Turnierergebnisse
| Verband | Veranstaltung           | Jahr | Ort               | Land | Einzel     | Doppel        | Mixed | Team          |
| ------- | ----------------------- | ---- | ----------------- | ---- | ---------- | ------------- | ----- | ------------- |
| JPN     | World Tour              | 2013 | Incheon           | KOR  | Halbfinale | Halbfinale    |       |               |
| JPN     | World Tour              | 2013 | Kuwait City       | KUW  | letzte 32  |               |       |               |
| JPN     | World Tour              | 2012 | Santiago de Chile | CHI  |            | Gold          |       |               |
| JPN     | World Tour              | 2012 | Olmütz            | CZE  |            | Gold          |       |               |
| JPN     | World Tour              | 2012 | Kobe              | JPN  |            | Gold          |       |               |
| JPN     | Pro Tour                | 2011 | London            | ENG  | letzte 16  | Viertelfinale |       |               |
| JPN     | Pro Tour                | 2011 | Kobe              | JPN  |            | Gold          |       |               |
| JPN     | Pro Tour                | 2011 | Incheon           | KOR  |            | Gold          |       |               |
| JPN     | World Tour Grand Finals | 2012 | Hangzhou          | CHN  |            | Viertelfinale |       |               |
| JPN     | Pro Tour Grand Finals   | 2011 | London            | ENG  |            | Viertelfinale |       |               |
| JPN     | World Team Cup          | 2010 | Dubai             | UAE  |            |               |       | 3             |
| JPN     | World Team Cup          | 2007 | Magdeburg         | GER  |            |               |       | Viertelfinale |
| JPN     | Weltmeisterschaft       | 2013 | Paris             | FRA  | letzte 32  | Viertelfinale |       |               |
| JPN     | Weltmeisterschaft       | 2012 | Dortmund          | GER  |            |               |       | Viertelfinale |
| JPN     | Weltmeisterschaft       | 2011 | Rotterdam         | NED  | letzte 32  | Viertelfinale |       |               |
| JPN     | Weltmeisterschaft       | 2010 | Moskau            | RUS  |            |               |       | 3             |
| JPN     | Weltmeisterschaft       | 2009 | Yokohama          | JPN  |            | letzte 32     |       |               |
| JPN     | Weltmeisterschaft       | 2008 | Guangzhou         | CHN  |            |               |       | 3             |
| JPN     | Weltmeisterschaft       | 2007 | Zagreb            | HRV  | letzte 64  |               |       |               |
| JPN     | Weltmeisterschaft       | 2005 | Shanghai          | CHN  | letzte 64  |               |       |               |